# Urgleptes clerulus
Urgleptes clerulus es una especie de escarabajo longicornio del género Urgleptes, tribu Acanthocinini, subfamilia Lamiinae. Fue descrita científicamente por Bates en 1881.

## Descripción
Mide 4,77 milímetros de longitud.

## Distribución
Se distribuye por Guatemala.